# Libraždski distrikt
Libraždski distrikt (albanski: Rrethi i Librazhdit) je jedan od 36 distrikata u Albaniji, dio Elbasanskog okruga. Po procjeni iz 2004. ima oko 84.000 stanovnika, a pokriva područje od 1.102 km². 
Nalazi se u središnjem istočnom dijelu zemlje, a sjedište mu je grad Librazhd. Distrikt se sastoji od sljedećih općina:
- Hotolisht
- Librazhd
- Lunik
- Orenjë
- Polis
- Përrenjas
- Qendër
- Qukës
- Rrajcë
- Steblevë
- Stravaj
- Sebisht
- Trrebisht
- Floq